# Раменье (Яргомжское сельское поселение)
Раменье — деревня в Череповецком районе Вологодской области.
Входит в состав Яргомжского сельского поселения, с точки зрения административно-территориального деления — в Яргомжский сельсовет.
Расстояние по автодороге до районного центра Череповца — 22 км, до центра муниципального образования Ботово — 8 км. Ближайшие населённые пункты — Селиваново, Авдеевская, Енюково.
По переписи 2002 года население — 36 человек (13 мужчин, 23 женщины). Всё население — русские.
На 1912 в деревне Раменье 2-й Петриневской волости Череповецкого уезда Новгородской губернии находилось 70 дворов, на которых имелось 110 жилых строения. Население составляло 474 человек, из них 236 мужского пола и 238 женского. Основным занятием жителей указано земледелие, побочными - плотницкое и портняжное. В деревне располагались две часовни, мелочная лавка и маслоделательный завод.